# 冈德兰
冈德兰（法語：Gandelain，法語發音：[ɡɑ̃dlɛ̃] ⓘ）是法国奥恩省的一个市镇，属于阿朗松区。

## 地理
冈德兰（48°28'47"N, 0°5'17"W）面积15.31 平方千米，位于法国诺曼底大区奧恩省，该省份为法国西北部内陆省份，北起顺时针与卡爾瓦多斯省、厄尔省、厄尔-卢瓦省、萨尔特省、马耶讷省和芒什省接壤。
与冈德兰接壤的市镇（或旧市镇、城区）包括：圣埃利耶莱布瓦、尚弗雷蒙、拉维尼、锡拉勒、拉拉塞勒、拉罗什马比勒、萨尔通河畔圣但尼。

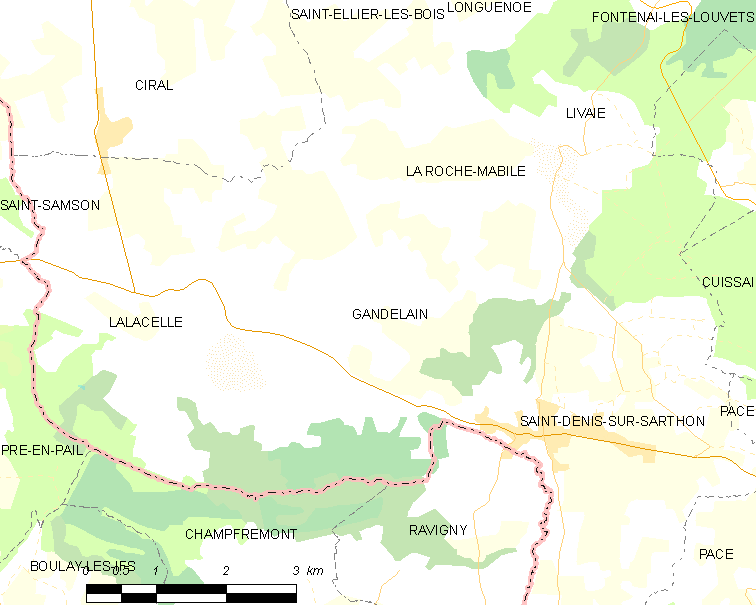
冈德兰的OSM定位图

冈德兰的时区为UTC+01:00、UTC+02:00（夏令时）。

## 行政
冈德兰的邮政编码为61420，INSEE市镇编码为61182。

## 政治
冈德兰所属的省级选区为达米尼县。

## 人口

1962-2008年间冈德兰人口变化图示

冈德兰于2022年1月1日时的人口数量为416人。